# کاترین وورل-شلر
 کاترین وورل-شلر (انگلیسی: Kathrin Wörle-Scheller؛ زادهٔ ۱۸ فوریهٔ ۱۹۸۴) یک تنیس‌باز اهل آلمان است. 